# Leptispini
Leptispini (лат.) — триба жуков подсемейства щитоносок (Cassidinae) из семейства листоедов.

## Распространение
Встречается в Старом Свете: Африка, Азия, Австралия.

## Описание
Мелкие жуки-щитоноски вытянутой формы (5—7 миллиметров), длинные и стройные, плоские, темно-зелёные, часто с металлическим блеском. Голова сверху почти не видна. Надкрылья имеют несколько рядов глубоких пунктур. Переднеспинка без выступающих вперёд боковых лопастей. Как личинки, так и взрослые жуки живут и питаются на травянистых растениях. Некоторые виды считаются вредителями на рисе, где они строят домики, завивая и заворачивая листья (сходное поведение известно также в трибе Imatidiini). Среди кормовых растений представители семейства Poaceae.

## Классификация
2 рода, около 70 видов (ранее все были в одном роде Leptispa, но в 1992 один вид был выделен в отдельный таксон родового уровня Ovotispa). Триба принадлежит к «хиспиновой» линии щитоносок (Hispinae).
- Ovotispa  Medvedev, 1992 (1 вид)
  - Ovotispa atricolor (Pic 1928)
  - =Leptispa atricolor Pic 1928
- Leptispa  Balý, 1858 (около 70 видов)
  - Leptispa abdominalis
  - Leptispa atripes
  - Leptispa collarti
  - Leptispa formosana
  - Leptispa frontalis
  - Leptispa gracilis
  - Leptispa inculta
  - Leptispa intermedia
  - Leptispa natalensis
  - Leptispa sebakuena
  - Leptispa sobrina
  - Другие виды